# Joshua Query
Joshua Query là một chính khách người Mỹ, người được bầu vào Hạ viện New Hampshire trong cuộc bầu cử năm 2018. Ông sẽ đại diện cho Quận Hillsborough 16 là thành viên của Đảng Dân chủ.